# Perrierophytum paniculatum
Perrierophytum paniculatum är en malvaväxtart som beskrevs av Hochreutiner. Perrierophytum paniculatum ingår i släktet Perrierophytum och familjen malvaväxter. Inga underarter finns listade i Catalogue of Life.